# Eagle River
Eagle River je čtvrť města Anchorage v americkém státě Aljaška. Nachází se na řece Eagle, podle které je pojmenované, mezi leteckou základnou Joint Base Elmendorf–Richardson a státním parkem Chugach v Chugachském pohoří. Jedná se o páté největší sídlo Aljašky, které je součástí obce Anchorage.

## Historie
Název sídla je poprvé zmíněn agenturou United States Geological Survey v roce 1939. Oblast byla osídlena na základě zákona Homestead Act a využita k zemědělství. V roce 1961 byl v Eagle River otevřen poštovní úřad. Přes odpor místní opozice se město stalo v roce 1975 součástí Anchorage.